# Eberhard Mock
Eberhard Mock è un personaggio nato dalla penna dello scrittore polacco Marek Krajewski.

## Il personaggio
Eberhard Mock nasce il 18 settembre del 1883 a Waldenburg in Slesia - Germania (oggi Wałbrzych in Polonia) dal calzolaio Willibald Mock. Sua madre muore durante la prima guerra mondiale.
Si laurea in filologia classica presso l'Università di Breslavia.
Nel 1909, dopo aver partecipato alla Prima guerra mondiale entra nella Polizia tedesca.
Dopo la brillante risoluzione di alcuni casi viene promosso a primo avvocato penale e successivamente a capo della Polizia Criminale di Breslavia.
Continua la sua carriera in Polizia anche durante il Nazismo, senza esserne un sostenitore, fin quasi alla caduta di Breslavia sotto l'occupazione dell'Armata Rossa.
Durante la sua lunga vita ebbe 2 mogli: Sophie von Finckl e Karen Mock.
Eberhard Mock è dedito all'alcol, è un amante del buon cibo ed è un assiduo frequentatore di bordelli. 
Ha vissuto a Breslavia in Rehdiger Platz (oggi Plac Pereca).
Muore di cancro ai polmoni il 21 novembre del 1960 a New York.